# Teologiska studierådet vid Uppsala universitet
Teologiska studierådet vid Uppsala universitet, förkortat TSR, är sedan 1969 Uppsala studentkår som den framträder lokalt vid Teologiska instituionen vid Uppsala universitet.
TSR är partipolitiskt och religiöst obundet och är en sammanslutning av och för studenterna vid Teologiska institutionen. TSR ägnar sig åt såväl utbildningsfrågor som studiesociala frågor.
Teologiska studierådet delar årligen ut pris till årets lärare vid instituionen, samt Elof Sundins-pris.